# Villers-le-Château
Villers-le-Château é uma comuna francesa na região administrativa do Grande Leste, no departamento de Marne. Estende-se por uma área de 20.94 km², e possui 259 habitantes, segundo o censo de 2018, com uma densidade de 12 hab/km².